# ろくでなし
「ろくでなし」（フランス語原題：Mauvais Garçon）は、ベルギーの歌手サルヴァトール・アダモの楽曲。作詞、作曲ともに「雪が降る」「サン・トワ・マミー」などと同じくアダモ自身が手がけ、1964年にベルギーで発表された。日本では越路吹雪の歌唱によって知られている。

## 日本での歌唱
日本では岩谷時子の訳詞により越路吹雪が歌ったものが特に有名である。越路は本楽曲以外にも代表曲のひとつである「サン・トワ・マミー」、「夢の中に君がいる」など、アダモの楽曲を数多く歌いヒットさせている。越路は「ろくでなし」を自身のリサイタルやステージなどで披露し、「愛の讃歌」や「ラストダンスは私に」などとともに越路の代表曲の一つになっている。
なお、岩谷の訳詞の内容は他の楽曲では原詞と異なる場合も多いが、本楽曲は、越路が歌唱するにあたって主人公の性別を男性から女性に代えた以外は、多くの箇所で元の歌詞の意味をそのまま踏襲したものになっている。
原題をそのまま訳すと「不良少年」という意味であり、日本でもアダモ自身のアルバムを中心として本楽曲のタイトルを「不良少年」と訳している場合もあるが、岩谷の歌詞で越路が歌ったものがヒットし、そのタイトル「ろくでなし」がインパクトを与えたこともあって、日本では「ろくでなし」というタイトルで親しまれている。
WAHAHA本舗所属のタレント、梅垣義明は同劇団の「歌姫」として女性歌手の形態模写を舞台で披露しており、越路吹雪による本楽曲のパフォーマンスが知られている。本楽曲を歌いながら鼻にピーナッツなどの豆（主に春日井製菓のグリーン豆が使われている）を詰めて歌の間に鼻息で飛ばすというものである。
また2003年公開の『東京ゴッドファーザーズ』の劇中において梅垣が声を務めるハナが歌唱するシーンがある。
1993年から1995年までフジテレビ系列局で放送された『志村けんはいかがでしょう』では、番組の締めのコントとして、当時の番組ディレクターである川口誠（番組内でのクレジットは「パピアント・グッチャン²」）による「ろくでなしコント」が行われた。ギャンブルにふける夫などのダメ男（志村）に対し堪忍袋の緒が切れた妻など（主に石野や松本）の女性が「この、ろくでなし!」と叫ぶと突如本楽曲のイントロにあわせて川口が登場し、本楽曲のサビ部分を文節ごとに「ウィッ!」と言いながら（越路本人も本楽曲を歌唱するときには実際に「アーウィ!」と言っている）歌い上げて去る（この時に手の人差し指と中指を、手の甲を前に向けて立てる、公開コントの場合は観客も揃って行う）。これを3 - 4回繰り返したところで志村に「いい加減にしろ!」「やかましいよ!」などと川口がどつかれる演出が付される。
2000年には、小島麻由美によってカバーされたものが、映画『蝉祭りの島』の主題歌として使用された。
2005年にフジテレビ系列で放送されたドラマ『女の一代記』シリーズ「越路吹雪・愛の生涯～この命燃えつきるまで私は歌う」では、越路役を演じた天海祐希がドラマ内で本楽曲を歌唱した。

## 主なカバー作一覧

### 日本のカバー
- 越路吹雪 - シングル。詳細は上述の通り。
- 欧陽菲菲 - アルバム『全曲集 決定版　LOVE IS OVER』収録
- 小島麻由美 - シングル『ろくでなし』として発売
- 林家薔薇蔵 - アルバム『OH!スーパーミルクチャン/オリジナルサウンドトラック ～ミルクのカラオケオリンピック』収録
- 高英男 - アルバム『決定版 高英男』収録
- 桂銀淑 - アルバム『桂銀淑 名曲ヒット・カバー選曲集』収録
- Itsco - アルバム『Its』収録
- 秀香 - アルバム『HIDEKA』収録
- XX-ish - パンク・ロックバンド。シングル『BUSTER』、アルバム『PUNK-ish』収録。プロデューサーはPON（LAUGHIN' NOSE）
- 美川憲一 - 35周年記念盤『越路吹雪さんに捧ぐ』
- 湖月わたる -  越路吹雪トリビュートアルバム『越路吹雪に捧ぐ』（2016年12月21日）に収録[2]